# Ę
Das Zeichen ę ist ein Buchstabe des lateinischen Schriftsystems. Es wird auch e caudata (lateinisch, wörtlich „geschwänztes e“) genannt. Es wird heute regelmäßig als ein e mit Ogonek dargestellt und wird in Unicode als U+0118 Ę latin capital letter e with ogonek bzw. U+0119 ę latin small letter e with ogonek dargestellt.

## Gebrauch
Das Zeichen entwickelte sich in der Lateinschrift des frühen Mittelalters aus dem Diphthong ae über die Zwischenstufe einer Ligatur æ, da die Bereitschaft, Diphthonge zu schreiben, immer mehr abnahm und der Laut zu diesem Zeitpunkt ohnehin bereits mit dem [e] zusammengefallen war.

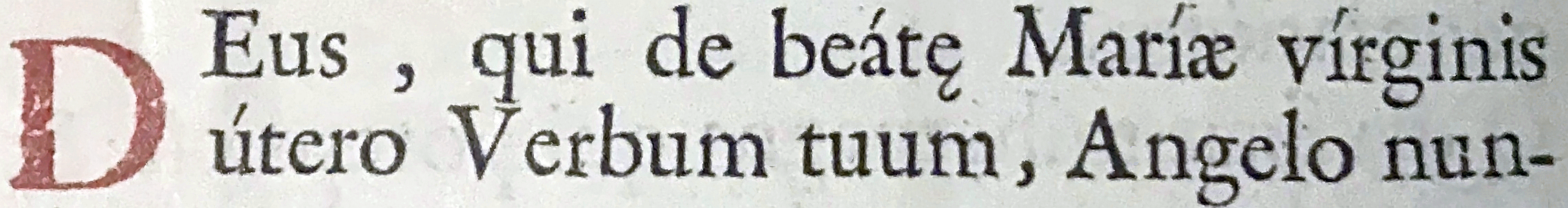
E caudata in einem flämischen Druck von 1609. „beátę“ steht hier für „beatæ“.

Im Polnischen zeigt es die Nasalierung des e an (Aussprache: [ɛ̃], wie französisch main) (anhörenⓘ).
Im Litauischen zeigt es ein langes, offenes e an.
In diversen indigenen amerikanischen Sprachen wird das Ogonek allgemein als Nasalierungszeichen für Vokalbuchstaben verwendet, sodass sich Ę/ę auch dort findet.

## Darstellung in Computersystemen
In HTML kann man das Ę mit &Eogon; bzw. das ę mit &eogon; bilden.

## Ähnliches Zeichen in niederdeutschen Orthografien

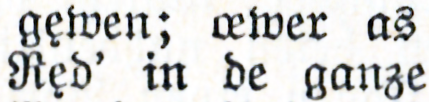
Niederdeutscher Text (Mecklenburgisch-Vorpommersch; Druck um 1910)

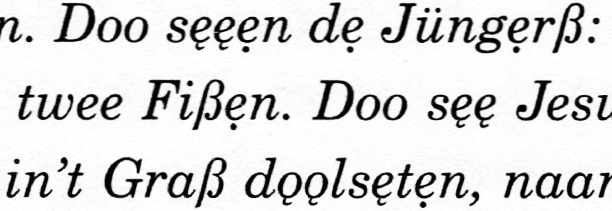
Niederdeutscher Text (1998)

In verschiedenen im 19. und 20. Jahrhundert entwickelten Orthografien des Niederdeutschen wird es verwendet, um das offene e ([ɛ]) darzustellen, das in älteren Orthografien als „ae“, in heutigen Orthografien zumeist als „ä“ (gelegentlich „ȩ“) geschrieben wird. Es erscheint so in den Lübecker Richtlinien in der Fassung von 1920 und nachfolgend u. a. in den Loccumer Richtlinien von 1973 und der Bremer Schreibung von 1998. Das Zeichen wird hier in einer anderen Gestaltung verwendet: Der Haken setzt senkrecht an der Mitte der Buchstaben-Unterkante an und ist auch nicht in allen Schriftarten fest mit dem Buchstaben verbunden. Diese Form entspricht den seit Anfang des 20. Jahrhunderts in der deutschen Dialektologie gebräuchlichen Lautschriften.
In Unicode ist diese Form als E/e gefolgt von U+1AB7 combining open mark below darzustellen: E᪷, e᪷.